# France Hamelin
Pour les articles homonymes, voir Hamelin.
France Hamelin, née France Haberer le 14 juillet 1918 à Paris où elle est morte le 9 mars 2007, est une résistante, militante communiste, enseignante et artiste peintre française.
Pendant la Seconde Guerre mondiale, elle participe à la Résistance avec son mari, au sein des Francs-tireurs et partisans. Elle cache également chez elle des Juifs et des clandestins. Arrêtée, emprisonnée, elle échappe à la déportation car elle est enceinte. Elle dessine clandestinement en prison, prenant sur le vif les conditions de vie des détenues. Ayant accouché, elle s'évade avec son bébé.
Après la guerre, elle enseigne l'histoire et la géographie, et milite pour la paix. À partir des années 1980, elle expose ses croquis de captivité, avec les tableaux qu'elle en a tirés. Elle publie aussi ses souvenirs.

## Biographie

### Enfance et jeunesse
France Aline Haberer est née le 14 juillet 1918 dans le 12e arrondissement de Paris. D'origine alsacienne, elle passe son enfance en Lot-et-Garonne. Au contact d'un de ses professeurs, elle devient pacifiste. Elle milite dans des mouvements de jeunesse de gauche sous le Front populaire. Lorsque son père prend sa retraite, elle retourne à Paris avec sa famille.
Après son baccalauréat, elle présente le concours d'admission à l'école de Sèvres. Elle fréquente à Paris des groupes de pacifistes, et fait partie d'un comité pacifiste animé par des disciples du philosophe Alain. Elle part en 1939 à Bordeaux pour entamer des études supérieures d'art et de philosophie.

### Résistance
Après le début de la Seconde Guerre mondiale, elle revient à Paris pour participer à l'action. Elle fréquente les étudiants des auberges de jeunesse, et participe au regroupement dans la Drôme du mouvement des auberges de jeunesse.
Par l'intermédiaire de ce mouvement, elle s'engage dans la Résistance et y rencontre Lucien Hamelin, qui deviendra plus tard son mari. Elle commence par aider modestement, puis participe plus activement après l'obtention de son diplôme de philosophie en 1942 et après avoir assisté à la rafle du Vél' d'Hiv' qui la bouleverse : elle emménage rue du Roi-de-Sicile, au cœur du quartier juif du Marais, et héberge chez elle des Juifs pourchassés et des réfractaires au STO. Elle adhère au Parti Communiste Français en 1943.
Elle participe aussi, avec son mari, aux actions des Francs-tireurs et partisans. Elle va chercher une arme en Lot-et-Garonne.

### Arrestation, accouchement, évasion
Elle est arrêtée en même temps que Lucien Hamelin le 31 août 1943, à Paris,. Enceinte, elle échappe à la déportation mais Lucien est déporté à Buchenwald. Elle est internée successivement à la prison de la Petite Roquette et aux Tourelles. Partout, elle s'efforce d'écrire, et elle dessine au crayon et au fusain,.
France Hamelin donne naissance à un fils en avril 1944 à l'hôpital Tenon, à Paris. Un abcès lui permet de rester à l'hôpital plutôt que de retourner en prison. Avec la complicité de Michèle Noyer, elle s'évade de l'hôpital avec son nouveau-né le mois suivant, puis elle part avec lui se réfugier chez une infirmière, à Béziat près de Clairac en Lot-et-Garonne où elle reste jusqu'à la Libération.

### Après-Guerre, militante
Elle retrouve son mari Lucien Hamelin, rentrant de déportation, en avril 1945. Ils ont quatre autres enfants. Elle enseigne l'histoire et la géographie.
Son mari Lucien meurt en 1964. Enseignante, elle continue de militer, notamment contre la guerre du Vietnam et la guerre d'Algérie. Membre du comité de la section communiste de Vanves, elle est candidate du Parti communiste Français aux élections cantonales à Vanves en 1967, mais échoue au deuxième tour. 
En 1973, elle s'installe dans un HLM-atelier d'artiste à Malakoff, en banlieue parisienne (Hauts-de-Seine).
Elle participe à des réunions d'anciennes de la Résistance, et de compagnes de captivité. 
Elle rassemble plusieurs dizaines de témoignages de femmes déportées et internées pendant l'occupation, qu'elle publiera dans le livre Femmes dans la nuit : l'internement à la Petite Roquette et au camp des Tourelles, publié en 1988.
Elle se rend notamment dans les collèges pour parler aux jeunes de la Seconde Guerre mondiale. Elle maintient cette activité jusqu'à un âge très avancé.

### Tableaux, expositions, ouvrages
Ce n'est que trente ans après la guerre que France Hamelin ressort son matériel de peintre et ses dessins. Elle réutilise ses croquis pour en faire des tableaux grand format, sur le modèle des mêmes scènes. Elle expose ses tableaux et les croquis originels. Ses expositions sont saluées par les historiens et les critiques, en France et aux États-Unis. Elle décline cependant les offres des galeries d'art.
Elle écrit divers ouvrages de souvenirs et de témoignage, à partir des années 1980,. Ses livres Les crayons de couleur et Femmes de la nuit ont un fort impact, dans une période où la condition féminine fait débat, ainsi que la vie carcérale.
France Hamelin meurt le 9 mars 2007, dans le 14e arrondissement de Paris.

## Expositions et collections
- Châteaubriant, musée de la Résistance, 2007[7].
- Champigny-sur-Marne, musée de la Résistance nationale :
  - Exposition « France Hamelin, dessins et peintures de prison », novembre 2001 - janvier 2002[10] ;
  - Dans les collections : La cellule, automne 1943[11] ; La montée aux cellules, prison de La Petite Roquette à Paris, 1943[12] ; Femme de fusillé, prison de La Petite Roquette, 1943[13] ; Ils étaient trois petits enfants, prison de La Petite Roquette, 1943[14] ; Poêle, camp des Tourelles, février 1944[15].
- Los Angeles, Museum of Tolerance[16].

## Ouvrages
- Les Crayons de couleur, Paris, 1982, 270 pages.
- Femmes dans la nuit : l'internement à la Petite Roquette et au camp des Tourelles, 1939-1944, Paris, Renaudot, 1988, 387 pages  (ISBN 2-87742-003-5).
- La Résistance vue d'en bas... au confluent du Lot et de la Garonne, Paris, L'Harmattan, 1994, 272 pages  (ISBN 2-7384-2390-6).
- Femmes en prison dans la nuit noire de l'Occupation : le Dépôt, la petite Roquette, le camp des Tourelles, Paris, Éd. Tirésias, 2004, 369 p.  (ISBN 2-915293-17-1).